# Övre Sörvattensjön
Övre Sörvattensjön är en sjö i Härjedalens kommun i Härjedalen och ingår i Dalälvens huvudavrinningsområde. Sjön har en area på 0,39 kvadratkilometer och ligger 747 meter över havet. Sjön avvattnas av vattendraget Fjätan (Kölån).

## Delavrinningsområde
Övre Sörvattensjön ingår i det delavrinningsområde (690166-135098) som SMHI kallar för Utloppet av Övre Sörvattensjön. Medelhöjden är 779 meter över havet och ytan är 4,89 kvadratkilometer. Räknas de 10 avrinningsområdena uppströms in blir den ackumulerade arean 72,65 kvadratkilometer. Fjätan (Kölån) som avvattnar avrinningsområdet har biflödesordning 2, vilket innebär att vattnet flödar genom totalt 2 vattendrag innan det når havet efter 506 kilometer. Avrinningsområdet består mestadels av skog (86 procent). Avrinningsområdet har 0,4 kvadratkilometer vattenytor vilket ger det en sjöprocent på 8,1 procent.